# Ту-121
Ту-121 (самолёт «121», изделие «С») — сверхзвуковой тяжёлый беспилотный самолёт-снаряд для запуска с наземной пусковой установки, разработанный в ОКБ-156 А. Н. Туполева (1957—1960). Предназначался для поражения целей ядерным зарядом на средней дальности (до 4000 км). Серийно не производился.

## История
К середине 1950-х годов ОКБ-156 А. Н. Туполева занимало прочное положение в советском самолётостроении: осуществлялось серийное производство бомбардировщиков Ту-16 и Ту-95, завершались испытания пассажирского Ту-104, готовился прототип самолёта «105». В то же время руководство страны проявляло всевозрастающий интерес к ракетному оружию. К началу 1957 года была принята на вооружение первая в СССР стратегическая ракета Р-5М с ядерной боевой частью, готовились лётные испытания первой межконтинентальной баллистической ракеты Р-7. В отличие от средств Дальней авиации, баллистические ракеты могли преодолевать существующие и перспективные системы противовоздушной обороны. Это вовлекло традиционно самолётостроительные КБ в разработку ракетного оружия. В 1956—1957 годах в ОКБ-156 для разработки беспилотных летальных аппаратов был создан «Отдел К», который возглавил А. А. Туполев, сын А. Н. Туполева.
На фоне конкуренции с КБ Лавочкина, Ильюшина и Бериева, Туполев предложил заказчику проект планирующей крылатой ракеты, которая должна была выводиться на высоту 50 км при скорости 20 000 км/ч с помощью трёхступенчатой жидкостной ракеты со стартовой массой 240 т. Ожидалось, что в районе цели скорость ракеты будет более 7000 км/ч, дальность составит 9—12 тыс. км при отклонении до 10 км. Проект напоминает нереализованные немецкие ракеты A-9/A-10 и «орбитальный бомбардировщик» Silbervogel. На тот момент не было известно о сложности разработки тепловой защиты летательных аппаратов с гиперзвуковой скоростью, которую удалось создать только в 1980-х годах для «Шаттла» и «Бурана».
Учитывая новизну и масштаб проекта, Туполев предложил и существенно более простой самолёт-снаряд «Д», имевший скорость 2500—2700 км/ч, высоту полёта 22—25 км, дальность 9000—9500 км с отклонением до 10 км. Постановлением Совета Министров (ПСМ) от 19 марта 1957 года ОКБ-156 поручалось проработать планирующую крылатую ракету (тема «КР», позднее — «ДП») только на уровне НИР, а на уровне ОКР — изделие «Д» с завершением эскизного проекта в третьем квартале 1958 года.
С 1954 года разрабатывались беспилотные стратегические самолёты-снаряды «Буря» ОКБ С. А. Лавочкина и «Буран» ОКБ В. М. Мясищева, которые к моменту выхода ПСМ достигли стадии подготовки к лётным испытаниям и превосходили существующее только на бумаге изделие «Д» по скоростным и высотным параметрам, поэтому Туполев предложил самолёт-снаряд «С» средней дальности. ПСМ № 1145-519 от 23 сентября 1957 года ОКБ-156 Туполева было поручено создать беспилотный ударный самолёт «121» (изделие «С») для поражения стратегических целей на дальностях до 4000 км с выходом на лётные испытания в конце 1958 года (по другим данным — в середине 1959 года).
С апреля 1956 года в ОКБ-240 С. В. Ильюшина разрабатывался самолёт-снаряд П-20 средней дальности (2500—3000 км при скорости 3200 км/ч и высоте полёта более 20 км) для подводных лодок, с 1957 года начата работа над наземным вариантом П-20С с дальностью 3200—3400 км. Несмотря на то, что самолёт Туполева был менее проработан, ПСМ от 1 апреля 1959 года прекратило разработку П-20С «как дублирующую работу по „С“».
Общая компоновка фюзеляжа самолёта-снаряда Ту-121 во многом повторяет ранее созданные ракеты П-5 Челомея и П-10 Бериева, треугольное крыло и расположенное в трёх плоскостях под углом 120° оперение использовались на ракете П-15 Березняка.
Для самолёта «121» в ОКБ-300 С. К. Туманского был создан малоресурсный турбореактивный двигатель с форсажной камерой КР-15-300. Оригинальная конструкция включала в себя подвижное центральное тело для регулирования подфюзеляжного воздухозаборника и эжекторное сопло с кольцевой щелью, которое повысило эффективность двигателя на начальном участке полёта. Впервые в СССР для беспилотного самолёта разрабатывались мощные твердотопливные стартовые ускорители, в ОКБ-156 Туполева была предложена оригинальная система пассивной отцепки ускорителей от самолёта.
Автономные инерциальные системы управления 1950-х годов могли привести к отклонению на десятки километров от цели при полёте на максимальную дальность, что послужило причиной использования системы астронавигации для управления полётом. Система астрокоррекции «Земля-АИ», разработанная филиалом НИИ-1 ГКАТ под руководством Р. Г. Чачикяна, была аналогична использованным в проектах «Буря» Лавочкина и «Буран» Мясищева.
Отдельной проблемой являлся кинетический нагрев при длительном полёте со сверхзвуковой скоростью, кроме того, двигатель работал на форсажном режиме весь полёт. Выбранная Туполевым относительно низкая скорость полёта 2,5—2,6 М позволила разработать лёгкую конструкцию из освоенных к тому времени авиационной промышленностью алюминиевых сплавов, жаропрочные стальные сплавы применялись только в наиболее напряжённых элементах конструкции. Достаточность турбореактивного двигателя для обеспечения скоростных характеристик избавило от необходимости применения мощных стартовых ступеней для запуска прямоточных двигателей, использовавшихся для «Бури» и «Бурана». Жёсткие тепловые условия работы бортовых систем определили большой объём работ по системам охлаждения, которые были выполнены в специализированных КБ. Так, в ОКБ-140 впервые в СССР были разработаны стартёр-генераторы с водо-спиртовой испарительной системой охлаждения, которая стала стандартным решением для электрических генераторов сверхзвуковых самолётов.
Предприятия Министерства среднего машиностроения выполняли разработку специализированной ядерной боевой части, которая для уменьшения массогабаритных характеристик была интегрирована с элементами конструкции самолёта. НИИ-1011 разработал специальный боевой заряд типа «205».
Впервые в практике ОКБ-156 параллельно с разработкой самолёта велась подготовка наземного комплекса и полётной трассы в безлюдных районах страны для проведения испытаний.
Большая работа под руководством А. В. Надашкевича была проведена по наземному мобильному комплексу. Буксируемая четырёхосная пусковая установка СТ-10 была создана на основе автомобилей МАЗ-200 и ЯАЗ-210 на Новокраматорском машиностроительном заводе. В качестве тягача пусковой установки первоначально использовался ЯАЗ-214. В 1959 году его сменил серийный артиллерийский тягач МАЗ-535, применявшийся для транспортировки баллистических ракет. Для запуска турбореактивного двигателя тягач был дооборудован электрическим генератором мощностью несколько десятков кВт. По предложению инженера В. И. Близнюка (ставшего впоследствии главным конструктором ОКБ по военной тематике) длина направляющих пусковой установки была сокращена с 20 до 10 м.
Во второй половине 1958 года были изготовлены первые экспериментальные образцы «самолёта 121». 30 декабря 1958 года состоялся первый пуск имитатора на полигоне в Фаустово под Москвой. Имитатор, изготовленный в основном из дерева, оснащался натурными стартовыми ускорителями и упрощённым автопилотом АП-85А; консоли крыла отстреливались по окончании работы ускорителей. По результатам испытаний были доработаны элементы пусковой установки.
Первый лётный образец «самолёта 121» был готов к лету 1959 года, на испытательной базе ОКБ во Владимировке началась подготовка к лётным испытаниям. Для отработки стартового участка был произведён запуск второго имитатора. 25 августа 1959 года в 6 часов утра по московскому времени под звуки гимна СССР первое изделие «121» поднялось в воздух, на старте присутствовал А. Н. Туполев. Второй экземпляр Ту-121 достиг расчётной скорости на маршевом участке 4 декабря 1959 года. По другим данным всего было выполнено пять успешных пусков.
В ходе испытаний были проверены многочисленные технические решения, в частности, с помощью домашнего кролика, помещённого в кабину пусковой установки, была подтверждена безопасность оператора при осуществлении пуска из кабины, ставшего штатным методом пуска для всех последующих беспилотных аппаратов разработки ОКБ Туполева.
С конца августа 1958 года изделие «С» также разрабатывалось в варианте ракеты «воздух—поверхность», в роли носителя предполагалось использовать бомбардировщик Ту-95. Кроме того, был проработан эскизный проект «самолёта 133» (изделие «СД»), являвшегося модернизацией Ту-121 с целью повысить дальность до 5000—6000 км с минимальными изменениями конструкции за счёт увеличения запаса топлива в фюзеляжных баках и введения дополнительных сбрасываемых подвесных топливных баков.
Параллельно с работой над Ту-121 в ОКБ Туполева разрабатывали проект «самолёта 123» (изделие «Д»), предназначенного для поражения целей на межконтинентальных дальностях. Конструктивно «самолёт 123» представлял собой увеличенный Ту-121. Для достижения большей дальности планировалось использовать относительно экономичный бесфорсажный турбовентиляторный двигатель НК-6 с тягой 18 000—22 000 кг и увеличить запас топлива. Размеры боевой части позволяли разместить более мощный термоядерный заряд. Впоследствии шифр «123» был присвоен новому самолёту Ту-123 комплекса ДБР «Ястреб-1».
Несмотря на успешные испытания, в связи с переориентацией на создание баллистических ракет, 11 ноября 1959 года решением Комиссии по военно-промышленным вопросам разработка изделия «С» была признана бесперспективной, все работы по самолёту-снаряду Ту-121 были прекращены ПСМ от 5 февраля 1960 года. Также была прекращена разработка самолётов-снарядов «Буря» ОКБ Лавочкина и «Буран» ОКБ Мясищева.
В конце 1959 года на вооружение поступила баллистическая ракета Р-12, которая при дальности до 2000 км имела вдвое большую точность по сравнению с Ту-121. За три десятилетия боевого дежурства ракет этого типа в поражаемых районах не существовало средств перехвата их головных частей, в то время как в Европе развёртывались зенитно-ракетные комплексы «Найк-Геркулес», принятые на вооружение в 1958 году и способные поражать цели на высотах до 30 км. Новая ракета Р-14, принятая на вооружение в 1961 году, свела на нет преимущество Ту-121 по дальности.
В дальнейшем многие удачные разработки успешно применялись в «большой» авиации. На основе двигателя КР-15-300 был создан Р-15Б-300, применявшийся на самолётах Е-150, Е-152, Е-166 и МиГ-25 ОКБ А. И. Микояна и Т-37 ОКБ П. О. Сухого. На базе самолёта-снаряда Ту-121 был создан разведывательный БПЛА Ту-123 «Ястреб-1», а затем и БПЛА Ту-141 «Стриж», Ту-143 «Рейс» и Ту-243 «Рейс-Д».

## Описание конструкции
Ту-121 являлся цельнометаллическим монопланом нормальной схемы, изготовленным в основном из традиционных для авиационной промышленности того времени алюминиевых сплавов. Крыло треугольной формы, не имело управляющих элементов. Для управления использовались цельноповоротные треугольные киль и два стабилизатора. Изменение тангажа осуществлялось за счёт равного отклонения двух наклонных рулей, крена — трёх рулей. Изменение курса осуществлялось тремя рулями, при этом для предотвращения возникновения кренящего момента вертикальный руль поворачивался на вдвое больший угол по сравнению с наклонными рулями.
Фюзеляж технологически делился на 7 отсеков. В передней части самолёта (отсеки Ф-1 и Ф-2) находились системы управления и наведения на цель, агрегаты системы охлаждения. Отсек Ф-3 занимала специальной боевая часть с термоядерным зарядом.
В средней части самолёта (отсеки Ф-4 и Ф-5) располагались интегральные фюзеляжные цельносварные топливные баки с комбинированной системой герметизации. Отсек Ф-5 разделялся поперечной перегородкой на два бака. Для тепловой изоляции топлива от воздействия кинетического нагрева надтопливное пространство заполнялось инертным газом.
В приборном отсеке Ф-6 в нижней части корпуса был установлен маршевый турбореактивный двигатель КР-15-300 с кольцевой системой охлаждения форсажной камеры и эжекторным соплом. Под средней частью фюзеляжа располагался многорежимный воздухозаборник, обеспечивавший высокую эффективность работы двигателя на протяжении всего полёта. Воздухозаборник имел многоскачковое подвижное полуконусное центральное тело с системой слива пограничного слоя и полукольцевой ограничительный коллектор, который оптимизировал работу двигателя на малых скоростях и отстреливался при выходе на сверхзвуковой режим. (По другим данным, воздухозаборник был неуправляемым.) Пограничный слой воздуха поступал в щель между воздухозаборником и фюзеляжем и использовался для наружного охлаждения двигателя.
Для поддержания температуры приборного отсека в пределах от −50 до 50 °C во время длительного полёта использовалась система кондиционирования. Воздух, отобранный из пятой ступени компрессора двигателя, последовательно охлаждался до 30 °C на водорадиаторе и до −35 °C при расширении в турбохолодильнике.
В герметизированной части отсека Ф-6 наверху корпуса самолёта находились автопилот АП-85 и аппаратура астронавигации «Земля-АИ». В состав автопилота АП-85 входили: прецессионный автомат курса ПАК-2, гировертикаль ЦГВ-9, корректор высоты анероидного типа КВ-8М. Автопилот обеспечивал управление на начальном участке полёта, затем использовалась система астрокоррекции. В состав системы «Земля-АИ» входили: трёхосный гиростабилизатор, телескопный блок, построитель вертикали и счётно-решающее навигационное устройство. Визирование звёзд осуществлялось через два иллюминатора, расположенных в стеклянной вставке в наплыве у основания киля. После захвата двух звёзд система астрокоррекции выдавала координаты нахождения самолёта-снаряда и угловую ориентацию.
В хвостовом отсеке Ф-7 располагался эжектор и крепилось оперение. Крепления кольца эжектора находились в четырёх пилонах, три из которых продолжали наплывы в основании рулей, а четвёртый размещался под фюзеляжем. Вращение управляющих плоскостей осуществлялось компактными гидравлическими приводами, размещёнными в гаргротах-обтекателях.
Наземная пусковая установка СТ-10, служившая для транспортировки, сборки и запуска самолёта, была смонтирована на специальном четырёхосном полуприцепе, буксируемом седельным тягачом МАЗ-535В. Консоли крыла, рули и стартовые ускорители перевозились на СТ-10 в отстыкованном виде, боевая часть доставлялась на стартовую позицию отдельно. Консоли крыла крепились к фюзеляжу по схеме «ласточкин хвост» и дополнительно фиксировались двумя болтами.
Старт Ту-121 с пусковой установки осуществлялся при помощи двух твердотопливных ускорителей ПРД-52. Также ускорители служили опорами самолёта на направляющих пусковой установки, сборка из двух ускорителей и кронштейнов крепления образовывала стартовый агрегат РАТ-52. Для компенсации разности тяг двух ускорителей их сопла располагались под углом свыше 30° к продольной оси. После старта при падении тяги ускорители самостоятельно отделялись от самолёта вследствие поворота относительно точек крепления.

## Описание полёта
Пусковую установку СТ-10 доставляли на стартовую позицию и размещали в требуемом положении. Осуществлялась сборка самолёта: к фюзеляжу пристыковывались консоли крыла и оперение, боевая часть и ускорители. При помощи геодезических приборов приводилась в действие бортовая инерциальная система навигации.
При старте направляющие пусковой установки вместе с самолётом поднимались на угол 12—15°, запускался двигатель, а затем — стартовые ускорители. При достижении тяги 10 тс срезался болт крепления самолёта, и он покидал наземную установку.
Этапы полёта:
| Время после старта | Высота  | Скорость             | Расстояние             | Описание                                                                                |
| ------------------ | ------- | -------------------- | ---------------------- | --------------------------------------------------------------------------------------- |
| 3,75—5 с           | 100 м   | 601 км/ч (167,5 м/с) |                        | стартовые ускорители отделяются от самолёта и падают в 500—1500 м от пусковой установки |
| 5 мин              | 12 км   |                      |                        | захват звезды системой астронавигации                                                   |
|                    | 19,9 км | 2660 км/ч            | 200—300 км             | начало маршевого участка, выработано 40 % топлива                                       |
|                    | 24,1 км | 2775 км/ч            | 46 км до цели          | начало пикирования под углом 50°                                                        |
| до 100 мин         | 2 км    | 2000 км/ч            | до 3880 км (дальность) | срабатывание боевого заряда над целью                                                   |

Ту-121 оснастили системой самоликвидации, которая активировалась при боковом отклонении свыше 500 м, падении высоты ниже 15 км на маршевом участке полёта или исчезновении напряжения в бортовой электросети. Характер самоликвидации определялся пройденным расстоянием — в пределах дистанции безопасности, вводимой при старте, должен был происходить подрыв самолёта-снаряда без взрыва боевой части, в противном случае самолёт переходил в пикирование, и на высоте 2 км срабатывал ядерный заряд.
Максимальная дальность полёта составляла 3880 км, что позволяло при старте с территории СССР поражать цели во всех странах Европы, Северной Африке, Саудовской Аравии, Индии и Китае.

## ТТД
Источники:.
- Длина самолёта: 24 770 мм
- Высота самолёта (в линии полёта): 4613,9 мм
- Диаметр фюзеляжа: 1,7 м
- Крыло: треугольное многолонжеронное кессонное без управляющих элементов
  - угол стреловидности:
    - по передней кромке: 67°
    - по задней кромке: −3°55′

  - профиль: П-35 ЦАГИ
    - относительная толщина: 3,5 %

  - размах: 8400 мм
  - площадь: 61,2 м2[1][3] (47,0 м2[5])
  - удлинение: 1,5
- Оперение: три цельноповоротных стабилизатора, расположенные под углом 120°
  - угол стреловидности:
    - по передней кромке: 45°
    - по задней кромке: 2,3°

  - профиль: П-53 ЦАГИ
    - относительная толщина: 4,5 %

  - площадь: 1,88 м2 каждый
  - размах: 5313 мм
- Масса:
  - пустого изделия: 7215 кг
  - топлива: 16 000 кг
  - воды: 285 кг
  - стартовая: 32 600 кг[5] (около 35 000 кг[2][3])
- Боевой заряд: термоядерный[1] (ядерный[3])
  - тип: «205»
  - масса: до 2700 кг
- Маршевый двигатель: малоресурсный ТРДФ КР-15-300
  - масса: 1800 кг
  - тяга: 10 т
    - в форсажном режиме: 15 т
    - на маршевом участке полёта: 85—100 %

  - общий ресурс: не более 15 ч
    - в том числе в форсажном режиме: 3 ч
      - в наземных условиях: не более 45 с

  - топливо: керосин ТС или Т-1
    - расход в начале маршевого участка: 40 %
- Стартовые ускорители: два твердотопливных ускорителя ПРД-52
  - топливо: нитроглицериновый порох НМФ-2
  - масса: 3300 кг каждый
    - топлива: 1550 кг
    - креплений: 300 кг

  - угол сопла относительно продольной оси: >30°
  - тяга: 57,5—80 т (в зависимости от температуры окружающего воздуха) суммарно[5] (75—80 т каждый[3])
  - время работы: 3,75—5 с (в зависимости от температуры окружающего воздуха)
  - место падения: 500—1500 м от стартовой установки
- Стартовая установка: СТ-10, наземная буксируемая
  - тягач: ЯАЗ-214 (ЯАЗ-210Д[3]), затем МАЗ-535В[7]
  - длина: 25 м
    - направляющих: 10 м

  - ширина:
    - в походном положении: 3,2 м
    - в стартовом положении: 6,0 м

  - высота в походном положении:
    - без изделия: 2850 мм
    - с изделием: 4463 мм

  - клиренс: 700 мм
  - масса:
    - без изделия: 21 250 кг
    - с изделием: 27 650 кг

  - скорость движения:
    - по шоссе: до 40 км/ч
    - по грунтовым дорогам: до 20 км/ч

  - угол возвышения при пуске: 12—15°
  - усилие для среза болта крепления самолёта: 10 т
- Система управления: автономная астроинерциальная
  - автопилот: АП-85
  - система астронавигации: «Земля-АИ»
    - стекло системы астронавигации: 400 × 600 мм
    - время от старта до захвата звезды: 5 мин
- Скорость полёта:
  - в момент отделения ускорителей: 601 км/ч (167,5 м/с)
  - в начале маршевого участка: 2660 км/ч
  - крейсерская: 2775 км/ч[2][3] (2755 км/ч[5])
  - в момент подрыва боевой части: 2000 км/ч
- Высота полёта:
  - в момент отделения ускорителей: около 100 м
  - в момент захвата звезды: 12 км
  - в начале маршевого участка: 19,9 км
  - при подходе к цели: 24,1 км
  - в момент подрыва боевой части: 2 км
- Дальность полёта (максимальная, при встречном ветре 40 м/с по всей трассе): 3880 км
- Пикирование на цель: баллистическое
  - расстояние до цели в момент начала пикирования: 46 км
  - угол: 50°
- Время полёта (максимальное): 100 мин
- Круговое вероятное отклонение (на максимальной дальности): 10 км